# Batalla de Chemillé (13 de març de 1793)
Batalla de Chemillé (13 de març 1793, dintre la revolta de la Vendée)

## Preludi
Després de la seva ràpida victòria a Jallais, els insurgents de Pin-en-Mauges i La Poitevinière liderats per Jacques Cathelineau i Jean Perdriau van decidir atacar immediatament Chemillé, situat a 7 quilòmetres a l'est. Molts camperols es van incorporar als rebels i les tropes van créixer considerablement. Quan va arribar a Chemillé comptava entre 1.000 i 4.000 homes armats amb bastons, dalles i, per uns quants, fusells de caça. Chemillé té per a la seva defensa només un centenar, o més precisament 64 guàrdies nacionals, comandats pel capità Poirier, amb tres colobrines.

## Procés
Els revoltats arriben davant de Chemillé cantant la Vexilla regis i empenyent davant d'ells sis patriotes lligats de dos en dos com a escuts humans, entre ells el sacerdot constitucional Gasneau i el jutge de pau Lemonnier. Els republicans s'alineen per ordre de batalla a l'oest del poble, situat darrere d'un petit riu: l'Hyrôme. S'inicien converses, els guàrdies nacionals reben l'ordre de lliurar les armes, però les discussions fracassen. Els republicans van obrir foc amb les seves colobrines i els insurgents van fer el mateix amb el seu canó capturat a Jallais. Aleshores, els pagesos van a l'atac i intenten envoltar els republicans. Un grup d'ells encapçalats per Cathelineau i Perdriau es va apoderar de les peces d'artilleria i les va tornar contra els republicans amb l'ajuda d'un home anomenat Bruneau, conegut com "Six-Sous", un antic artiller de Marine. Cathelineau va ser ferit al cap durant la baralla. Una nova tropa de 200 a 300 insurgents de La Tourlandry i La Salle-de-Vihiers, entre ells l'abat Barbotin, va entrar a la ciutat de Chemillé per l'est i va prendre els patriotes per l'esquena. Després d'una hora de lluita, Chemillé va quedar totalment en mans dels sublevats. Els republicans són presos o fugen.

## Pèrdues
Capturat a Chalonnes-sur-Loire, Joseph Cathelineau, germà de Jacques Cathelineau, va declarar durant el seu interrogatori el 27 de març davant la comissió militar d'Angers, que uns deu patriotes van ser assassinats pels insurgents durant la presa de Chemillé. Segons Célestin Port, una desena de patriotes van ser assassinats i de 70 a 80 més van ser capturats, alguns a les seves cases o als voltants de Chemillé, i tancats a l'església de Notre-Dame. Per Émile Gabory, una quarta part dels defenses es va quedar sobre el terreny.
L'endemà de la lluita, els insurrectes assistiren a una missa celebrada per l'abat Barbotin al cementiri de l'església de Notre-Dame, per després partir de nou per atacar Cholet.
El 24 de març, els revoltats van constituir un consell parroquial que reuneix les quatre parròquies de Chemillé, Saint-Pierre-Melay i Saint-Georges-du-Puy-de-la-Garde per administrar la regió.